# İmamoğlu (district)
İmamoğlu is een Turks district in de provincie Adana en telt 28.405 inwoners (2017). Het district heeft een oppervlakte van 283,4 km². Hoofdplaats is İmamoğlu.
De bevolkingsontwikkeling van het district is weergegeven in onderstaande tabel.
| 1997   | 2000   | 2007   | 2017   |
| ------ | ------ | ------ | ------ |
| 44.016 | 44.016 | 31.629 | 28.405 |